# Gondvana Ganatantra Party
Gondvana Ganatantra Party, ett politiskt parti i Indien. Partiets ordförande är Hira Singh Markam. Partiets bas finns bland adivasifolk i Madhya Pradesh, Chhattisgarh och närliggande områden.
GGP har en medlem i Maharashtras delstatsförsamling.
- I delstatsvalet i Uttar Pradesh 2002 hade GGP åtta kandidater, som tillsammans fick 11 262 röster.
- I delstatsvalet i Madhya Pradesh 2003 hade GGP lanserat 61 kandidater, som tillsammans fick 512 102 röster. Tre av partiets kandidater blev valda.
- I delstatsvalet i Chattisgarh 2003 hade GGP 41 kandidater, men ingen blev vald. Totalt fick partiet 156 916 röster.

I valet till Lok Sabha 2004 hade partiet lanserat kandidater från Madhya Pradesh, Chhattisgarh, Bihar, Uttar Pradesh och Maharashtra.